# Elna (azienda)
ELNA Co. Ltd è un costruttore giapponese di condensatori, in particolare condensatori elettrolitici. Produce inoltre circuiti stampati OEM.

## Storia
La società origine nasce nel 1937 e prese il nome Elna nel 1968 quando venne acquisita la ELNA ELCTRONICS CO., LTD. azienda fondata nel 1929.
Nel 1934 inizia la produzione di condensatori elettrolitici in alluminio. Nel 1960 inizia la produzione di circuiti stampati.
Nel 1961 viene creata la ELNA FUKUSHIMA CO., LTD. a Shirakawa, Fukushima.
Nel 1984 la Asahi Glass Co. diventa maggior azionista. Nel 1991 cambiano il nome le diverse fabbriche giapponesi in ELNA FUKUSHIMA CO., LTD., ELNA AOMORI CO., LTD., ELAN MATSUMOTO CO., LTD.
Nel 2014 entra nell'azionariato la Taiyo Yuden Co. Nel 2019 ELNA Co. diventa interamente della Taiyo Yuden Co.